# فرودگاه کبیندا
فرودگاه کبیندا (به انگلیسی: Cabinda Airport) (به زبان بومی: Aeroporto de Cabinda) یک فرودگاه همگانی با کد یاتا CAB است که یک باند فرود آسفالت دارد و طول باند آن ۲۵۰۰ متر است. این فرودگاه در کشور آنگولا قرار دارد و در ارتفاع ۲۰ متری از سطح دریا واقع شده‌است.

## شرکت‌های هواپیمایی و مقصدهای پروازی
| شرکت‌های هواپیمایی   | مقصدهای پروازی   |
| ------------------- | ---------------- |
| SonAir              | کواترو دو فرویرو |
| تاگ آنگولا ایرلاینز | کواترو دو فرویرو |